# 林德昌
林德昌（？—），中華民國國際關係學者、海峽兩岸關係問題專家，現任國立中山大學中國與亞太區域研究所教授、國立中山大學國際非政府組織研究中心主任，斐陶斐學會榮譽會員。曾被誤傳為中國國民黨中央委員，經證實為錯誤訊息。

## 生平
林德昌於1993年取得美國北伊利諾大學政治學博士，其博士論文為「The Foreign Aid Policy of the People's Republic of China: A Theoretical Analysis」（中華人民共和國援外政策之理論分析）獲得蔣經國國際學術交流基金會12,000美元獎助，並獲得八十三年度國科會研究著作獎勵甲等。
學成歸國後，林德昌於國立政治大學國際關係研究中心擔任研究員，曾多次獲國科會研究著作獎勵甲等之殊榮（民國83、85～89年度）。
1997年，配合政大國關中心改制，原中心「中國大陸組」及「經濟組」改成立「中國經濟與社會研究所」，亦稱「第四研究所」。林德昌成為首屆所長兼副研究員。
2003年，林德昌接任國立中山大學大陸研究所所長。
林德昌的學術專長為國際關係領域與兩岸三地關係，現任中華民國外交部與行政院多項外交相關委員會委員。
林德昌由於從事中國大陸台商經濟研究，認識了廣州市社會科學院等政府單位，當時廣州有分配2個外縣市的扶貧任務，自2002年起，林德昌發起了扶貧計畫號召同事、學生捐助獎學金及文具，捐助廣西省百色市。從此之後，林德昌幾乎每一年都去廣西扶貧，相繼去了許多偏遠地區的小學，甚至媒合企業家個別認養學生。林德昌認為，相較於兩岸經貿、學術交流，「民間團體的交流比較具體」，且「NGO的主旨是不分宗教、立場等」。透過交流，形成社會網絡與公民社會，對兩岸發展能有持續性地改善。
2008年，第二次江陳會談召開，林德昌對此認為，馬英九政府應有更大的抗壓性，「往正確的方向勇往直前」，不該受到民進黨牽絆，放慢兩岸關係的腳步。

## 爭議

### 指導學生李眉蓁之碩士論文涉及抄襲
林德昌自民國90年至107年，十七年間共「指導」148位碩士、29位博士；在指導學生李眉蓁畢業的96學年度，指導21位碩士、3位博士。2020年7月，李眉蓁遭揭露其碩士論文《台灣對中國大陸之貿易分析》有96%內容抄襲自國立臺北大學研究生雷政儒於2000年發表的碩士學位論文《兩岸經貿互動與台商投資之演變分析》，另外有4頁一字不漏抄襲自時任國立政治大學中山所助理教授童振源2005年5月發表在《中國大陸研究中心通訊》的文章〈兩岸政經互動〉。林德昌擔任李眉蓁的指導教授，論文的另二位口試委員分別為：曾任馬英九政府時代的研考會主委朱景鵬、以及政大國際關係研究中心中國社會經濟研究所主任趙甦成，趙甦成亦是林德昌的學生。最終林德昌因此被調離主管職位及不得擔任碩士專班指導教授。

### 與女兒Jean Yen-chun Lin共同掛名投學術期刊爭議
任教於美國大學的陳時奮教授發現，林德昌與女兒Jean Yen-chun Lin於2007年共同出版英文期刊論文〈中國的環保社團與國家社會關係的轉型：建立三層次的分析〉（Environmental Civil Society and the Transformation of State Society Relations in China: Building a Tri-Level Analysis），然據Jean Yen-chun Lin自述個人學術研究始於2011年，且林德昌列於個人著述中此篇論文並未將她列名；透過Jean Yen-chun Lin的學術歷程年份比對，翁達瑞因此認為，Jean Yen-chun Lin是藉父親林德昌此篇論文申請進入芝加哥大學博士班就讀。